# Société des Moteurs Knap
Die Société des Moteurs Knap war ein französischer Hersteller von Automobilen und Motorrädern.

## Unternehmensgeschichte
Georgia Knap gründete 1900 nach seiner Rückkehr aus Belgien, wo er das Unternehmen Construction Liégeoise Automobile leitete, in Troyes das Unternehmen Société des Moteurs Knap. Zunächst wurden Motorräder hergestellt und Versuche mit Motoren für Autos unternommen. Zwischen 1904 und 1909 wurden Automobile hergestellt.

## Fahrzeuge
Das einzige Automodell war ein Kleinwagen. Für den Antrieb sorgte ein Einzylindermotor. Die Motorleistung wurde mittels einer Kardanwelle an die Hinterachse übertragen.